# Colcha "K" (gemeente)
Colcha „K“ is een gemeente (municipio) in de Boliviaanse provincie Nor Lípez in het departement Potosí. De gemeente telt naar schatting 15.267 inwoners (2018). De hoofdplaats is Colcha „K“.